# Чёрненькая (приток Чагры)
Чёрненькая — река в России, протекает в Самарской области. Устье реки находится в 179 км по левому берегу реки Чагра. Длина реки составляет 72 км, площадь водосборного бассейна — 633 км². В 45 км от устья по правому берегу впадает река Падовка.

## Данные водного реестра
По данным государственного водного реестра России относится к Нижневолжскому бассейновому округу, водохозяйственный участок реки — Волга от Куйбышевского гидроузла до Саратовского гидроузла, без рек Сок, Чапаевка, Малый Иргиз, Самара и Сызранка. Речной бассейн реки — Волга от верхнего Куйбышевского водохранилища до впадения в Каспий.
Код объекта в государственном водном реестре — 11010001512112100009309.